# Rafael Lechowski
Rafael Lechowski (Breslavia, Polonia, 13 de febrero de 1985) es un escritor, poeta, cantante, músico y editor aragonés de ascendencia polaca. En un inicio se hizo conocido por ser miembro del grupo de rap zaragozano Flowklorikos, principalmente por su último álbum junto a ellos que luego fue reinterpretado con una banda de jazz, Donde duele, inspira.

## Biografía
Lechowski nació en la ciudad polaca de Breslavia, capital del voivodato de Baja Silesia, y a la edad de 4 años emigró junto a sus padres a España, huyendo de la represión política existente en Polonia en ese momento. Con 11 años perdió a su padre en un accidente de tráfico, un marcado suceso que supuso su primera aproximación a la escritura, a través de las páginas de un diario personal donde vertía todas sus reflexiones y pensamientos. Dos años después se interesa por el rap, género que le permite darle una forma artística a sus escritos. A la edad de 14 años empieza a grabar sus primeros temas en una maqueta con su grupo de rap llamado Flowklorikos. En el año 2002 sacan Zerdos y diamantes, maqueta que se convertiría en la primera en ser llevada a una discográfica y la última del grupo y llevando a Rafael a firmar un contrato con tan solo 17 años. Comenzó a dar conciertos por salas de todo el país y su habilidad para improvisar versos llegó a hacerse muy famosa. Incluso llegó a improvisar 40 minutos de rimas sin pausa en un concierto en Lugo en el año 2003.[cita requerida]
Tras su primer éxito hubo una larga pausa en la carrera del artista, que no terminó hasta el año 2007 con el lanzamiento de Donde duele, inspira, un cambio en la manera de enfocar el rap que se hacía hasta ese momento en España; el álbum se distingue por un gran sentimiento y una visión más cercana del MC. Su nuevo proyecto, más cercano a la poesía tradicional y de clave pesimista, está acompañado de largos solos de instrumentos vinculados al sonido soul jazz. Ese mismo año, Lechowski decide adaptar Donde duele, inspira para un quinteto de jazz, actuando con ellos en Bum festival 07 y en la televisión española. Este cambio en la puesta en escena provocó que, por primera vez, un artista de rap se presentase a festivales de jazz, a las programaciones de los teatros nacionales o a un festival literario de prestigio internacional como Literaktum o Gutun Zuria, alcanzando la vasta cifra de 120 conciertos paa promocionar un mismo álbum. El periodista y crítico, Santiago Alcanda, definió públicamente el trabajo Donde duele, inspira como «un ensayo en verso sobre la inspiración, y como mejor álbum de Rap europeo de 2007». Llegó a afirmar que es el disco que el rap español esperaba tras dos décadas de crecimiento. Sus buenas críticas motivaron una reedición de Donde duele, inspira, grabada íntegramente con el quinteto valenciano de jazz Glaç, bajo el título Rafael Lechowski – Donde duele, inspira (2007-2011), que además fue publicado gratuitamente. Inmediatamente fue incluida entre las mejores obras del año por los principales medios Nacionales y latinomaericanos.
En 2014 decide concentrarse en la poesía y publica con la editorial Lapsus Calami su primer libro, titulado Larga brevedad y dividido en dos partes (Diario de un asceta urbano y El arte de borrar), que está acompañado con un disco de varios poemas y aforismos recitados y que llegó a colarse entre las listas de los libros más vendidos en España.
Otras obras relacionadas con el artista son Iola (2008), una recopilación soul dedicada a su madre, y I´ll take care of you (2010), una compilación centrada en el Bluesman norteamericano, Bobby Blue Bland. Dichos trabajos también fueron lanzados de forma gratuita como señal de compromiso con la cultura. En la primavera de 2010, Rafael Lechowski emprendió un exilio voluntario que lo llevará al aislamiento en un pueblo del pirineo aragonés.
Después de un tiempo sin sacar nuevas canciones, en 2015 colabora con Sharif Fernández en su disco Bajo el rayo que no cesa con el tema «Cantar y coser» y en el disco de Iván Abando Hablando claro se torna oscuro, en la pista «Débil fuego».
En 2016, finalmente ve la luz el primer Acto (de cinco) de la obra en la que Rafael Lechowski trabaja desde 2009: Quarcissus: El Arte de Desamar, titulándose este primer Acto La traición. Se trata de una obra que oscila entre la ópera rap, el poema narrativo y el teatro en verso. El primer acto consta de 3 pistas (Introducción, La Traición y Acto I) y su duración es de 17 minutos, sobre una pieza musical del compositor aragonés Luis Giménez. Dicha obra es editada por Arscesis en formato de libro y CD.
En mayo de 2017 Lechowski lanza el segundo acto de su obra Quarcissus, titulado "La descreencia", el cual nuevamente sobrepasa los 17 minutos de duración. La publicación, al igual que la anterior, es editada por Arscesis en formato de libro y CD, cuya portada es ilustrada por el mismo Lechowski y Maria Poddubnaya.
Dos años más tarde, en enero de 2019, Lechowski publicó los actos III ("El diario") y IV ("La carta") de Quarcissus, concluyendo así el proyecto. Ambos actos se presentan juntos en una misma edición en un pack único e indivisible. La obra es editada nuevamente por Arscesis.
Después de 11 meses, Lechowski lanza el álbum El Canto de Amor a la Vida en enero de 2020. Cuenta con la colaboración de músicos de renombre internacional y el disco supone un homenaje a la vida y a la grandeza de las cosas sencillas. El autor afirma con rotundidad que esta es su mayor obra, porque este es el momento más grande de su vida.
En febrero de 2022, Lechowski vuelve a la escritura con su libro El artesano de la calle Oviedo, un estudio empírico poético de la vida y el mundo.

## Discografía

### Con Flowklorikos
- In extremis (Maqueta) (Independiente) (2001)

1. Intro
2. Otro flow
3. Vida jeroglífica (con El Puto Shark)
4. Nací pa ser estrella
5. Interludio
6. Hundir la flota
7. Entristefonk
8. Swing con flow (con FueTheFirst y Dani Ro)
9. Rap por entorno
10. Interludio 2
11. Cuantos tantos
12. MC’s de mierda
13. Eljazzdelborrachoimprovisado
14. Jazz por entorno (con Allen Beller)
15. Outro

- Zerdos y diamantes (Maqueta-Posteriormente reeditado como LP) (Independiente-Divucsa Music/Estilo Hip Hop) (2002)

1. Intro
2. Zerdos y diamantes
3. Me gustan gordas
4. En busca & captura
5. Simplemente R.A.P.
6. Interludio
7. Cae de trago (con Hate)
8. Volví a ser…
9. Acomplejadores a sueldo
10. Deja de mirarme así
11. Mensaje en una botella
12. Días grises
13. Kloroformo en el entorno (con Shotta)

- Donde duele inspira (LP) (Divucsa/Estilo Hip-Hop) (2007)

1. Uno
2. Lluvia y fuego
3. Donde duele inspira
4. Por amor al odio (con Gregory Isaacs)
5. Soy loco por ti
6. Desde el barro (con Carlos Talavera)
7. Folio en blanco (improvisación)
8. In-extremis
9. Sucio (con Carlos Talavera)
10. Artesano del arte insano
11. Cosquijazz
12. Mis ego-depresiones
13. 13

### En solitario
- Iola (con la ayuda de DJ D-Beam) (maqueta autoeditada) (2008)

1. Sam Cooke - A change is gonna come (1964) - Janis Joplin - Work me lord (1969) - Aaron Neville - Tell it Like it is (1966) - Syl Johnson - Is it because i'm black (1969)
2. Otis Redding - I've Been Loving You Too Long (1965) - Otis Redding - These arms of mine (1964) - Otis Redding - Try a Little Tenderness (1966)
3. Barbara Mason - A good man is gone (1975) - David Porter - I'm Afraid the Masquerade is Over (1971) - Betty Lavette - Let me down easy (1965/1969) - Bobby Byrd - I'm not to blame (1970) - The Persuaders - thin line between love and hate (1971)
4. Curtis Mayfield - Move on up (1970) - Curtis Mayfield - little child runnin' wild (1972) - Curtis Mayfield - People get ready (1971) - Curtis Mayfield - The makings of you (1971)
5. William Bell - I forgot to be your lover (1968) - Aretha Franklin - One step ahead (1965) - Nina Simone - Don't Let me be Misunderstood (1964) - Marvin Gaye - What's going on (1971) - Ray Charles - I believe to my soul (1959)
6. Isaac Hayes - The look of love (1970) - Isaac Hayes - If loving you is wrong (1973) - Isaac Hayes - walk on by (1969)
7. Al Green - Love and happiness (1972)- Let's stay together (1972)- Simply beautiful (1972)

- I’ll take care of you (con la ayuda de DJ D-Beam) (Maqueta autoeditada) (2010)

1. I'll take care of you (Yo cuidaré de ti)
2. Ask 'bout nothing but the blues
3. Deep in my soul
4. This time I'm gone for good
5. I'm on my way
6. Dear Bobby (The note)
7. To late for tears
8. St. James Infirmary
9. Blind Man
10. How does a cheatin' feel
11. I've been wrong so long
12. 3 o'clock Blues
13. Stormy monday Blues
14. Ain't no love in the heart of the city
15. Help me through the day
16. The end of the road
17. Lovin' on barrowed time
18. Five long years
19. Lead me on
20. It's All Over
21. Where do I go from here
22. Twenty-four hour blues

- Larga brevedad (Antología) (CD incluido con el libro Larga Brevedad) (2014)

Los temas marcados con (*) no se encontraban en el libro.
1. Lo sé
2. Lenguaje
3. Infancia*
4. El cuento más corto del mundo
5. Herida
6. Mi soledad y yo
7. Rumor
8. Amor en la distancia
9. ¿Qué es el amor?
10. Saudade
11. Ahora ya
12. Adivinanza
13. Autor de culto
14. Testamento
15. El artista y el representante
16. El genio
17. Fin
18. Espejismo
19. Realidad
20. Me basta
21. Belleza
22. Evocación*
23. Hogar
24. El patriota
25. Destierro*
26. Artimaña
27. Rezo del ateo
28. Salvación

- El canto de amor a la vida (LP) (2020)[16]

1. Treinta y tres años muerto
2. Precios
3. Desear lo que ya es nuestro (Respira)
4. Fausto y el mundo sin alma
5. Vislumbre (Cantar y coser, 2015)
6. Canción de gratitud
7. De paso por lo eterno (Canción del extranjero)
8. Himno de vivir
9. El viejo y el pajarillo
10. Contra el yo

### Como Rafael Lechowski & Glaç
- Donde duele, inspira (2007-2011) (LP) (2011)[17]

1. "La nada eterna"
2. "Trece"
3. "Caviar"
4. "Soy loco por ti (fleurette africaine)"
5. "Por amor al odio (el mar)" 2011
6. "Entre molinos y campos de olivo"
7. "36500 días (and i love him)"
8. "El artesano del arte insano"
9. "La eterna esencia"
10. "De paso por lo eterno"